# Ałła Ałeksandrowśka

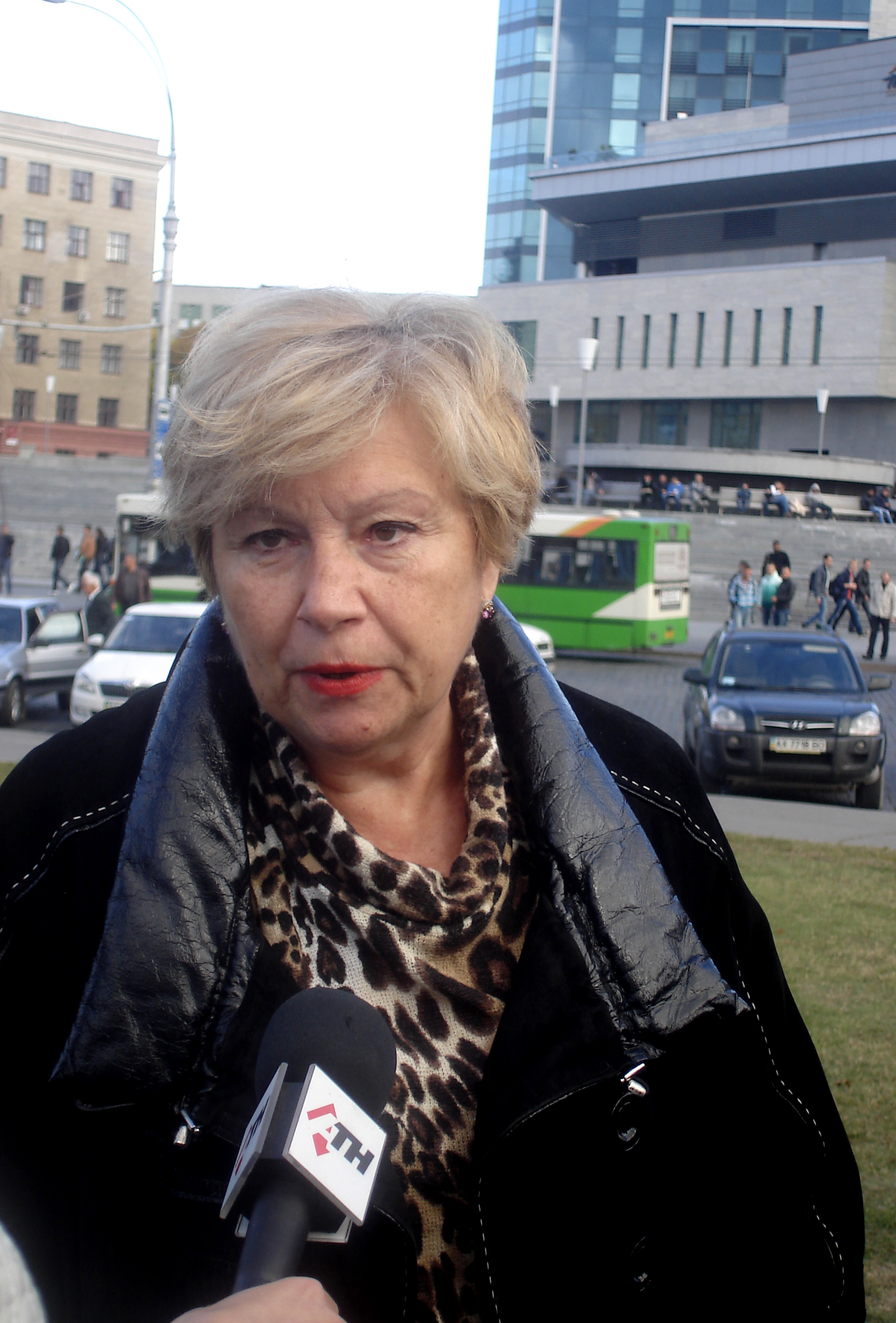
Ałła Ałeksandrowśka w 2014

Ałła Ołeksadriwna Ałeksandrowśka (ukr. А́лла Олекса́ндрівна Александро́вська; ur. 7 grudnia 1948 w Charkowie) – ukraińska polityk i parlamentarzystka. Wieloletnia pierwsza sekretarz charkowskiego komitetu obwodowego Komunistycznej Partii Ukrainy. Deputowana do Rady Najwyższej Ukrainy III, IV, V oraz VI kadencji. Honorowa obywatelka Charkowa (2008).

## Życiorys
W 1972 r. ukończyła studia na Wydziale Inżynierii Lotniczej Charkowskiego Instytutu Lotniczego. W latach 90. ukończyła Charkowski Interdyscyplinarny Instytut Ekonomiczny.
W latach 90. dwukrotnie zasiadała w Charkowskiej Radzie Obwodowej. W 1998 po raz pierwszy dostała się do Rady Najwyższej Ukrainy z ramienia Komunistycznej Partii Ukrainy. W ukraińskim parlamencie zasiadała aż do 2012. Przez wiele lat pełniła funkcję pierwszego sekretarza charkowskiego komitetu obwodowego KPU.
26 czerwca 2016 została zatrzymana w Charkowie przez służby ukraińskie pod zarzutem naruszenia integralności terytorialnej Ukrainy oraz przekupienia funkcjonariusza. 16 października 2016 kobieta została zwolniona z aresztu, ale postawione jej zarzuty nie zostały umorzone.
Działający w imieniu aresztowanej polityk prawnicy wystąpili w jej sprawie do Europejskiego Trybunału Praw Człowieka. 25 marca 2021 europejski organ wydał ostateczną decyzję w sprawie aresztowania kobiety, stwierdzając, że władze ukraińskie działały nielegalnie. Ponadto sąd orzekł, że Ukraina musi zapłacić Alle Ałeksandrowśkiej sumę 15 600 euro z tytułu szkody niematerialnej i 3563 euro z tytułu kosztów prawnych i innych w ciągu trzech miesięcy.